# Iolaus elisa
Iolaus elisa är en fjärilsart som beskrevs av Suffert 1904. Iolaus elisa ingår i släktet Iolaus och familjen juvelvingar. Inga underarter finns listade i Catalogue of Life.